# Fall (Lied)
Fall (englisch für „fallen“) ist ein Lied des US-amerikanischen Rappers Eminem, das am 31. August 2018 auf seinem zehnten Studioalbum Kamikaze veröffentlicht wurde. Der Refrain des Songs wird von dem Sänger Justin Vernon gesungen.

## Inhalt
In dem Song rappt Eminem im Stil seines Alter Egos Slim Shady und disst verschiedene andere Künstler, darunter Joe Budden, Charlamagne Tha God, DJ Akademiks, Tyler, the Creator und Lord Jamar. Zudem kritisiert er Mumble-Rapper, da diese andere Rapper nur imitieren würden. Die Grammys werden ebenfalls angeprangert. So würden diese nur relativ unbekannten Künstlern helfen, während die Besten ignoriert würden. Am Ende des Liedes erwähnt er, dass er Rapper wie Hopsin, Logic, Big Sean, K-Dot und Royce da 5′9″ inspiriert habe sowie der Welt 50 Cent gebracht habe. Das Wort „faggot“ (englisch für „Schwuchtel“), mit dem er Tyler, the Creator angreift, wurde scharf kritisiert, wofür sich Eminem später in einem Interview entschuldigte.

## Produktion
Das Lied wurde von dem US-amerikanischen Musikproduzenten Mike Will Made It produziert. Die ergänzende Produktion wurde von Eminem selbst übernommen.

## Musikvideo
Das Musikvideo zum Song wurde am 4. September 2018 veröffentlicht. Es wurde von James Larese gedreht. Eminem wird im Video von einer schwarzen Kreatur verfolgt und versucht vor dieser zu flüchten. Am Ende gibt er auf und lässt die Kreatur in seinem Körper. Der „besessene“ Eminem springt aus einem Gebäude und tritt im Nachhinein auf die CD von Revival. Im Video wurde das Wort „faggot“ zensiert.

## Rezeption

### Kritiken
Fall wurde vor allem aufgrund der Verwendung des Wortes „faggot“ kritisiert. Imagine-Dragons-Sänger Dan Reynolds und viele andere prangerten dies öffentlich an. Mikelle Street, der für Billboard schreibt, meinte, dass Eminem für die „Verwendung von homophoben Bezeichnungen“ auf dem Song verantwortlich gemacht werden müsse. Der Sänger Justin Vernon, der auch auf dem Lied vertreten war, distanzierte sich von der „Botschaft des Tracks“, und sagte, dass er während dieser Aufnahme nicht im Studio war. Auch bat er um eine Textänderung bei Eminem, welche dieser aber ablehnte. Später entschuldigte sich Eminem in einem Interview. Ihm sei nun klar, dass er mit der Verwendung des Wortes viele Menschen verletzt habe.

### Chartplatzierungen
| ChartsChartplatzierungen       | Höchstplatzierung | Wochen |
| ------------------------------ | ----------------- | ------ |
| Deutschland (GfK)              | 37 (3 Wo.)        | 3      |
| Österreich (Ö3)                | 29 (4 Wo.)        | 4      |
| Schweiz (IFPI)                 | 7 (8 Wo.)         | 8      |
| Vereinigte Staaten (Billboard) | 12 (4 Wo.)        | 4      |
| Vereinigtes Königreich (OCC)   | 8 (5 Wo.)         | 5      |

### Auszeichnungen für Musikverkäufe
Im Vereinigten Königreich wurde Fall 2023 für über 400.000 Verkäufe mit einer Goldenen Schallplatte ausgezeichnet.

| Land/Region                  | Auszeichnungen für Musikverkäufe (Land/Region, Auszeichnung, Verkäufe) | Verkäufe  |
| ---------------------------- | ---------------------------------------------------------------------- | --------- |
| Australien (ARIA)            | 2× Platin                                                              | 140.000   |
| Brasilien (PMB)              | Gold                                                                   | 20.000    |
| Dänemark (IFPI)              | Gold                                                                   | 45.000    |
| Kanada (MC)                  | Gold                                                                   | 40.000    |
| Neuseeland (RMNZ)            | Platin                                                                 | 30.000    |
| Vereinigte Staaten (RIAA)    | Platin                                                                 | 1.000.000 |
| Vereinigtes Königreich (BPI) | Gold                                                                   | 400.000   |
| Insgesamt                    | 4× Gold · 4× Platin ·                                                  | 1.675.000 |

Hauptartikel: Eminem/Auszeichnungen für Musikverkäufe